# Cod QR

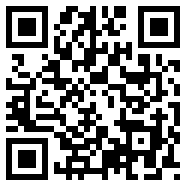
Codul QR care, scanat, duce spre pagina de pornire a Wikipedia în limba română (versiunea mobilă)

Codul QR este o gamă de standarde de codare cu formă de bare bidimensionale (cod matrice). Primul astfel de standard a fost creat în 1994 de către compania japoneză Denso Wave. QR este o prescurtare din engleză de la quick response („răspuns rapid”).
Creatorii codului au vrut să producă un decodor rapid. Codul QR este marcă înregistrată (trademark) a companiei Denso Wave, Inc. Deși aceste coduri nu sunt încă utilizate în multe părți ale lumii, ele sunt foarte frecvente în Japonia, unde acestea sunt cea mai populară formă de bare bidimensionale. Între timp s-au răspândit și în SUA, Canada, Germania și alte țări.
Sunt utilizate cu regularitate pe telefoanele mobile de tip smartphone, deoarece codurile QR pot reprezenta (în mod codificat) adrese de site-uri Internet (de tip URL); pentru acces rapid la un sit dorit utilizatorul trebuie doar să îi scaneze codul QR cu ajutorul camerei foto din telefonul său mobil. Un software cititor interpretează imaginea și descifrează codul, iar browserul telefonului îl direcționează pe utilizator către URL-ul în cauză. Simplitatea acestor legături de la lumea fizică spre lumea electronică, cunoscute sub numele de „hyperlinkuri fizice” (în engleză hardlink), explică popularitatea lor. Codul QR permite companiilor să câștige noi clienți. El devine foarte util atunci când adresele URL sunt lungi și tastarea acestora într-un browser pe telefonul mobil ar fi nepractică.
Un cod QR poate stoca un maxim de 7.089 caractere numerice și 4.296 de caractere alfanumerice. Există două tipuri principale de coduri QR: „Micro QR” și „Design QR”.

## CodulMicro QR
Codul Micro QR este o formă mai mică de cod, folosită pentru codificarea unor informații mai scurte.

## CodulDesign QR
Structura standardului QR permite organizațiilor să insereze în cod nu numai informația textuală necesară, dar și imagini, logouri sau caractere speciale, pentru a-l face mai atrăgător și mai ușor de recunoscut, fără pierdere de informații. Rezultatul se numește Design QR. Acesta a fost prevăzut cu scopul de a putea fi ușor de recunoscut de către clienți. De obicei un Design QR se aseamănă cu logoul firmei.

## Cod QR static
Un cod QR static este un cod QR care conține informații fixe, adică nu se schimbă în timp. Acesta poate conține diferite tipuri de date, cum ar fi un URL, un text simplu, informații de contact sau orice altceva, dar aceste date rămân neschimbate odată ce codul a fost creat. Codurile QR statice pot fi utilizate în diferite contexte, cum ar fi afișe publicitare, etichete de produse, cărți de vizită etc. Odată scanat, conținutul codului QR este afișat utilizatorului, iar acesta poate fi direcționat către site-ul web corespunzător, contactul salvat în agenda telefonică etc. Utilizarea codurilor QR statice este comună și oferă o modalitate rapidă și eficientă de a distribui informații.

## Cod QR dinamic
Un cod QR dinamic este un tip de cod QR care conține informații dinamice, adică aceste informații pot fi actualizate sau modificate în timp. Acest lucru este posibil datorită utilizării unui serviciu sau a unei platforme online care permite generarea și gestionarea codurilor QR dinamice. Atunci când utilizați un cod QR dinamic, puteți schimba conținutul asociat cu codul fără a fi necesar să creați un nou cod. Acest lucru este util în situații în care doriți să actualizați informațiile pe care le distribuiți prin intermediul codului QR fără a fi necesar să înlocuiți codurile QR deja distribuite. Un exemplu comun de utilizare a codurilor QR dinamice este în campanii de marketing, unde conținutul sau destinația unui cod QR poate fi actualizată pentru a reflecta informații sau oferte noi.

## Generarea unui cod QR
Pentru a genera un cod QR, există mai multe opțiuni, inclusiv utilizarea unor site-uri web specializate, aplicații mobile sau chiar biblioteci de programare pentru diverse limbaje de programare.